# Carastelec
Carastelec (in ungherese Kárásztelek) è un comune della Romania di 1 061 abitanti, ubicato nel distretto di Sălaj, nella regione storica della Transilvania.
Il comune è formato dall'unione di 2 villaggi: Carastelec e Dumuslău.